# جيمس هيرنغ
جيمس هيرنغ (بالإنجليزية: James Herring)‏ هو رسام أمريكي، ولد في 12 يناير 1794 في لندن في المملكة المتحدة، وتوفي في 1867 في باريس في فرنسا.